# Benik Afobe
Benik Tunani Afobe (Londres, 12 de fevereiro de 1993) é um futebolista inglês com ascendência congolesa que atua como centroavante. Atualmente joga no Al Dhafra.

## Carreira

### Clubes
Afobe começou a carreira no Arsenal. Entre 2010 e 2015, foi emprestado diversas vezes à clubes da Segunda Divisão Inglesa, antes de ser transferido ao Wolverhampton. Um ano depois, assinou com o Bournemouth por dez milhões de libras.

### Seleção Nacional
Afobe realizou 38 partidas e marcou 23 gols pelas categorias de base da Seleção Inglesa. Em 2017 ele estreou pela Seleção da República Democrática do Congo.

## Títulos
Arsenal
- Premier Academy League: 2009–10[1]

Wolverhampton Wanderers
- EFL Championship: 2017–18

Trabzonspor
- Supercopa da Turquia: 2020

Seleção Inglesa
Campeonato Europeu Sub-17: 2010

### Prêmios individuais
- Equipe do torneio do Campeonato Europeu Sub-19 de 2012[2]